# サルヴァトーレ・カシオ
サルヴァトーレ・カシオ（Salvatore Cascio 1979年11月8日 - ）は、イタリアの元・子役俳優。愛称は“トト”(Toto)。
シチリア島のパラッツォ・アドリアーノ生まれ。1988年の映画『ニュー・シネマ・パラダイス』で世界的に注目を集める。
俳優を引退し、故郷でレストラン兼宿泊施設を経営していることが、2013年1月26日に放送された『日立 世界・ふしぎ発見!』の取材で明らかになっている。

## 主な出演作品
- ニュー・シネマ・パラダイス Nuovo Cinema Paradiso (1988)
- みんな元気 Stanno tutti bene (1990)
- ドッグ・イン・パラダイス C'era un castello con 40 cani (1990)
- 法王さまご用心 The Pope Must Die (1990)

## 受賞
- 第44回英国アカデミー賞助演男優賞[2][3]